# Sauti Sol
Sauti Sol est un groupe kényan d'afro-pop formé en 2005 par les chanteurs Bien-Aimé Baraza, Willis Chimano et Savara Mudigi, rejoint ultérieurement par le guitariste Polycarpe Otieno.

## Parcours
Le groupe initial est un groupe chantant a cappella, formé à Nairobi, constitué par les chanteurs Bien-Aimé Baraza, Willis Chimano et Savara Mudigi en 2005 ,,. Le guitariste Polycarpe Otieno les rejoint ensuite.
Le groupe sort son premier album studio, Mwanzo, le 1er novembre 2008, bien accueilli par la critique. Leur deuxième album studio, Sol Filosofia, sort le 25 février 2011, permettant au groupe de remporter un certain nombre de distinctions. Le 18 juin 2012, le groupe sort un EP éponyme, en collaboration avec le rappeur et producteur de disques sud-africain Spoek Mathambo. Leur troisième album studio, intitulé Live and Die in Afrika (Vivre et Mourir en Afrique), est publié en ligne le 21 novembre 2015, et est disponible à l'échelle mondiale en téléchargement gratuit pendant 48 heures comme un cadeau de Noël, en avance, pour leurs fans. L'album est autoproduit sous leur label Sauti Sol Entertainment. Au total, 400 000 téléchargements sont effectués durant la période de téléchargement gratuit.
Le groupe fait des tournées en Europe, et aux États-Unis en Afrique et attire l'attention internationale avec ses spectacles, ainsi que des apparitions à la télévision, et les distinctions obtenues. En 2011, la formation est associée, le temps d'un concert au Kenya, avec le groupe sud-africain a cappella Ladysmith Black Mambazo. Le groupe multiplie aussi les collaborations avec des stars nigérianes, comme Yemi Alade pour le titre Africa, ou encore Tiwa Savage (dans Girl Next Door). En 2015, il est choisi pour chanter lors de la cérémonie officielle de réception de Barack Obama au Kenya. Fin 2017, son morceau Melanin est un succès au sein de la jeunesse kényane. Le groupe y défend les canons africains de la beauté féminine. « In my life/I’ve never seen/Melanin so dark/You are the queen of the dancefloor (de toute ma vie, je n’ai jamais vu une Mélanine si sombre, tu es la reine de la piste) », y chante-t-il, en expliquant : « L’africanité doit encore être défendue ici. Les médias, et beaucoup de musiciens dans leurs clips, présentent toujours des femmes au teint très clair comme des canons de beauté : pour les jeunes filles, c’est un message ».

## Les membres du groupe
- Bien-Aimé Baraza – Chanteur, Auteur-compositeur, guitare, piano
- Willis Austin Chimano – Baryton, interprète, keytar
- Savara Mudigi – Chanteur, producteur, batterie, guitare basse
- Polycarpe Otieno – Guitariste, producteur, compositeur, arrangeur, guitare

## Discographie
Albums Studio
- Mwanzo (2008)
- Sol Filosofia (2011)
- Live and Die in Afrika (2015)
- Midnight Train (2020)

EP
- Sauti Sol (2012)

## Prix et nominations
Le groupe a reçu plusieurs distinctions et nominations : Kisima Music Awards, Canal O Music Video Awards, MTV Europe Music Award dans la catégorie Best African Act, et BET Awards 2015.